# Eleições legislativas portuguesas de 1987 no distrito de Vila Real
| Eleições legislativas portuguesas de 1987 Distritos: Aveiro \| Beja \| Braga \| Bragança \| Castelo Branco \| Coimbra \| Évora \| Faro \| Guarda \| Leiria \| Lisboa \| Portalegre \| Porto \| Santarém \| Setúbal \| Viana do Castelo \| Vila Real \| Viseu \| Açores \| Madeira \| Estrangeiro |

## Resultados por Concelho
Os resultados nos concelhos do Distrito de Vila Real foram os seguintes:

### Alijó
| Partido                 | Partido                        | Votos  | %               | +/-   |
| ----------------------- | ------------------------------ | ------ | --------------- | ----- |
|                         | Partido Social Democrata       | 5 514  | 56,62 / 100,00  | 21,79 |
|                         | Partido Socialista             | 2 307  | 23,69 / 100,00  | 4,42  |
|                         | Centro Democrático e Social    | 661    | 6,79 / 100,00   | 9,12  |
|                         | Coligação Democrática Unitária | 407    | 4,18 / 100,00   | 1,90  |
|                         | Partido Renovador Democrático  | 113    | 1,16 / 100,00   | 5,81  |
|                         | Partido da Democracia Cristã   | 98     | 1,01 / 100,00   | 0,02  |
|                         | Outros                         | 250    | 2,58 / 100,00   |       |
| Votos Inválidos         | Votos Inválidos                | 388    | 3,99 / 100,00   | 0,53  |
| Total                   | Total                          | 9 738  | 100,00 / 100,00 |       |
| Eleitorado/Participação | Eleitorado/Participação        | 13 922 | 69,95 / 100,00  | 1,71  |

### Boticas
| Partido                 | Partido                        | Votos | %               | +/-  |
| ----------------------- | ------------------------------ | ----- | --------------- | ---- |
|                         | Partido Social Democrata       | 3 094 | 65,65 / 100,00  | 9,16 |
|                         | Partido Socialista             | 940   | 19,94 / 100,00  | 0,42 |
|                         | Coligação Democrática Unitária | 195   | 4,14 / 100,00   | 1,61 |
|                         | Centro Democrático e Social    | 153   | 3,25 / 100,00   | 4,16 |
|                         | Partido da Democracia Cristã   | 56    | 1,19 / 100,00   | 0,18 |
|                         | Outros                         | 138   | 2,94 / 100,00   |      |
| Votos Inválidos         | Votos Inválidos                | 137   | 2,91 / 100,00   | 1,65 |
| Total                   | Total                          | 4 713 | 100,00 / 100,00 |      |
| Eleitorado/Participação | Eleitorado/Participação        | 6 977 | 67,55 / 100,00  | 4,06 |

### Chaves
| Partido                 | Partido                        | Votos  | %               | +/-   |
| ----------------------- | ------------------------------ | ------ | --------------- | ----- |
|                         | Partido Social Democrata       | 16 057 | 65,79 / 100,00  | 14,92 |
|                         | Partido Socialista             | 4 256  | 17,44 / 100,00  | 2,31  |
|                         | Centro Democrático e Social    | 1 131  | 4,63 / 100,00   | 3,71  |
|                         | Coligação Democrática Unitária | 1 000  | 4,10 / 100,00   | 2,02  |
|                         | Partido da Democracia Cristã   | 322    | 1,32 / 100,00   | 0,04  |
|                         | Partido Renovador Democrático  | 289    | 1,18 / 100,00   | 5,76  |
|                         | Outros                         | 513    | 2,11 / 100,00   |       |
| Votos Inválidos         | Votos Inválidos                | 837    | 3,43 / 100,00   | 0,72  |
| Total                   | Total                          | 24 405 | 100,00 / 100,00 |       |
| Eleitorado/Participação | Eleitorado/Participação        | 37 822 | 64,53 / 100,00  | 0,40  |

### Mesão Frio
| Partido                 | Partido                        | Votos | %               | +/-   |
| ----------------------- | ------------------------------ | ----- | --------------- | ----- |
|                         | Partido Social Democrata       | 2 104 | 65,52 / 100,00  | 25,46 |
|                         | Partido Socialista             | 596   | 18,56 / 100,00  | 1,38  |
|                         | Centro Democrático e Social    | 140   | 4,36 / 100,00   | 4,74  |
|                         | Coligação Democrática Unitária | 110   | 3,43 / 100,00   | 3,07  |
|                         | Partido Renovador Democrático  | 59    | 1,84 / 100,00   | 14,75 |
|                         | Outros                         | 109   | 3,39 / 100,00   |       |
| Votos Inválidos         | Votos Inválidos                | 93    | 2,90 / 100,00   | 0,89  |
| Total                   | Total                          | 3 211 | 100,00 / 100,00 |       |
| Eleitorado/Participação | Eleitorado/Participação        | 4 386 | 73,21 / 100,00  | 0,53  |

### Mondim de Basto
| Partido                 | Partido                        | Votos | %               | +/-   |
| ----------------------- | ------------------------------ | ----- | --------------- | ----- |
|                         | Partido Social Democrata       | 2 931 | 61,95 / 100,00  | 34,23 |
|                         | Centro Democrático e Social    | 628   | 13,27 / 100,00  | 23,88 |
|                         | Partido Socialista             | 596   | 12,60 / 100,00  | 1,52  |
|                         | Coligação Democrática Unitária | 167   | 3,53 / 100,00   | 1,05  |
|                         | Partido da Democracia Cristã   | 69    | 1,46 / 100,00   | 0,01  |
|                         | Partido Renovador Democrático  | 67    | 1,42 / 100,00   | 6,39  |
|                         | Outros                         | 113   | 2,40 / 100,00   |       |
| Votos Inválidos         | Votos Inválidos                | 160   | 3,38 / 100,00   | 0,55  |
| Total                   | Total                          | 4 731 | 100,00 / 100,00 |       |
| Eleitorado/Participação | Eleitorado/Participação        | 6 997 | 67,61 / 100,00  | 0,16  |

### Montalegre
| Partido                 | Partido                        | Votos  | %               | +/-   |
| ----------------------- | ------------------------------ | ------ | --------------- | ----- |
|                         | Partido Social Democrata       | 5 461  | 59,68 / 100,00  | 14,03 |
|                         | Partido Socialista             | 2 359  | 25,78 / 100,00  | 1,04  |
|                         | Coligação Democrática Unitária | 297    | 3,25 / 100,00   | 2,10  |
|                         | Centro Democrático e Social    | 265    | 2,90 / 100,00   | 4,41  |
|                         | Partido da Democracia Cristã   | 94     | 1,03 / 100,00   | 0,13  |
|                         | Outros                         | 342    | 3,75 / 100,00   |       |
| Votos Inválidos         | Votos Inválidos                | 332    | 3,63 / 100,00   | 0,53  |
| Total                   | Total                          | 9 150  | 100,00 / 100,00 |       |
| Eleitorado/Participação | Eleitorado/Participação        | 15 073 | 60,70 / 100,00  | 3,50  |

### Murça
| Partido                 | Partido                        | Votos | %               | +/-   |
| ----------------------- | ------------------------------ | ----- | --------------- | ----- |
|                         | Partido Social Democrata       | 3 030 | 65,29 / 100,00  | 17,28 |
|                         | Partido Socialista             | 670   | 14,44 / 100,00  | 0,06  |
|                         | Centro Democrático e Social    | 405   | 8,73 / 100,00   | 9,06  |
|                         | Coligação Democrática Unitária | 176   | 3,79 / 100,00   | 2,72  |
|                         | Partido da Democracia Cristã   | 54    | 1,16 / 100,00   | 0,32  |
|                         | Outros                         | 147   | 3,18 / 100,00   |       |
| Votos Inválidos         | Votos Inválidos                | 159   | 3,42 / 100,00   | 0,41  |
| Total                   | Total                          | 4 641 | 100,00 / 100,00 |       |
| Eleitorado/Participação | Eleitorado/Participação        | 6 807 | 68,18 / 100,00  | 1,00  |

### Peso da Régua
| Partido                 | Partido                        | Votos  | %               | +/-   |
| ----------------------- | ------------------------------ | ------ | --------------- | ----- |
|                         | Partido Social Democrata       | 5 808  | 52,97 / 100,00  | 31,81 |
|                         | Partido Socialista             | 2 885  | 26,31 / 100,00  | 4,58  |
|                         | Coligação Democrática Unitária | 710    | 6,48 / 100,00   | 2,60  |
|                         | Centro Democrático e Social    | 552    | 5,03 / 100,00   | 7,45  |
|                         | Partido Renovador Democrático  | 212    | 1,93 / 100,00   | 11,65 |
|                         | Outros                         | 428    | 3,91 / 100,00   |       |
| Votos Inválidos         | Votos Inválidos                | 369    | 3,37 / 100,00   | 0,89  |
| Total                   | Total                          | 10 964 | 100,00 / 100,00 |       |
| Eleitorado/Participação | Eleitorado/Participação        | 16 275 | 67,37 / 100,00  | 0,45  |

### Ribeira de Pena
| Partido                 | Partido                           | Votos | %               | +/-   |
| ----------------------- | --------------------------------- | ----- | --------------- | ----- |
|                         | Partido Social Democrata          | 3 152 | 68,60 / 100,00  | 25,70 |
|                         | Partido Socialista                | 686   | 14,93 / 100,00  | 6,43  |
|                         | Centro Democrático e Social       | 229   | 4,98 / 100,00   | 11,59 |
|                         | Coligação Democrática Unitária    | 95    | 2,07 / 100,00   | 1,07  |
|                         | Partido da Democracia Cristã      | 51    | 1,11 / 100,00   | 0,67  |
|                         | Partido Socialista Revolucionário | 47    | 1,02 / 100,00   | 0,31  |
|                         | Partido Renovador Democrático     | 46    | 1,00 / 100,00   | 4,86  |
|                         | Outros                            | 132   | 2,87 / 100,00   |       |
| Votos Inválidos         | Votos Inválidos                   | 157   | 3,42 / 100,00   | 1,12  |
| Total                   | Total                             | 4 595 | 100,00 / 100,00 |       |
| Eleitorado/Participação | Eleitorado/Participação           | 7 126 | 64,48 / 100,00  | 8,02  |

### Sabrosa
| Partido                 | Partido                        | Votos | %               | +/-   |
| ----------------------- | ------------------------------ | ----- | --------------- | ----- |
|                         | Partido Social Democrata       | 3 055 | 62,74 / 100,00  | 22,37 |
|                         | Partido Socialista             | 962   | 19,76 / 100,00  | 8,53  |
|                         | Centro Democrático e Social    | 228   | 4,68 / 100,00   | 5,74  |
|                         | Coligação Democrática Unitária | 216   | 4,44 / 100,00   | 1,00  |
|                         | Partido Renovador Democrático  | 51    | 1,05 / 100,00   | 5,89  |
|                         | Partido da Democracia Cristã   | 51    | 1,05 / 100,00   | 0,11  |
|                         | Outros                         | 112   | 2,30 / 100,00   |       |
| Votos Inválidos         | Votos Inválidos                | 194   | 3,98 / 100,00   | 0,62  |
| Total                   | Total                          | 4 869 | 100,00 / 100,00 |       |
| Eleitorado/Participação | Eleitorado/Participação        | 6 996 | 69,60 / 100,00  | 4,52  |

### Santa Marta de Penaguião
| Partido                 | Partido                        | Votos | %               | +/-   |
| ----------------------- | ------------------------------ | ----- | --------------- | ----- |
|                         | Partido Social Democrata       | 3 208 | 54,50 / 100,00  | 19,20 |
|                         | Partido Socialista             | 1 861 | 31,62 / 100,00  | 3,52  |
|                         | Coligação Democrática Unitária | 189   | 3,21 / 100,00   | 2,79  |
|                         | Centro Democrático e Social    | 170   | 2,89 / 100,00   | 5,14  |
|                         | Outros                         | 255   | 4,34 / 100,00   |       |
| Votos Inválidos         | Votos Inválidos                | 203   | 3,45 / 100,00   | 0,35  |
| Total                   | Total                          | 5 886 | 100,00 / 100,00 |       |
| Eleitorado/Participação | Eleitorado/Participação        | 8 191 | 71,86 / 100,00  | 3,93  |

### Valpaços
| Partido                 | Partido                        | Votos  | %               | +/-   |
| ----------------------- | ------------------------------ | ------ | --------------- | ----- |
|                         | Partido Social Democrata       | 10 476 | 76,18 / 100,00  | 24,20 |
|                         | Partido Socialista             | 1 559  | 11,34 / 100,00  | 3,31  |
|                         | Centro Democrático e Social    | 692    | 5,03 / 100,00   | 13,17 |
|                         | Coligação Democrática Unitária | 198    | 1,44 / 100,00   | 1,21  |
|                         | Partido da Democracia Cristã   | 142    | 1,03 / 100,00   | 0,27  |
|                         | Outros                         | 273    | 2,00 / 100,00   |       |
| Votos Inválidos         | Votos Inválidos                | 412    | 3,00 / 100,00   | 1,31  |
| Total                   | Total                          | 13 752 | 100,00 / 100,00 |       |
| Eleitorado/Participação | Eleitorado/Participação        | 20 389 | 67,45 / 100,00  | 7,01  |

### Vila Pouca de Aguiar
| Partido                 | Partido                        | Votos  | %               | +/-   |
| ----------------------- | ------------------------------ | ------ | --------------- | ----- |
|                         | Partido Social Democrata       | 5 505  | 62,02 / 100,00  | 19,51 |
|                         | Partido Socialista             | 1 775  | 20,00 / 100,00  | 3,11  |
|                         | Coligação Democrática Unitária | 385    | 4,34 / 100,00   | 1,72  |
|                         | Centro Democrático e Social    | 304    | 3,42 / 100,00   | 7,29  |
|                         | Partido Renovador Democrático  | 169    | 1,90 / 100,00   | 7,02  |
|                         | Partido da Democracia Cristã   | 144    | 1,62 / 100,00   | 0,15  |
|                         | Outros                         | 299    | 3,36 / 100,00   |       |
| Votos Inválidos         | Votos Inválidos                | 295    | 3,32 / 100,00   | 0,58  |
| Total                   | Total                          | 8 876  | 100,00 / 100,00 |       |
| Eleitorado/Participação | Eleitorado/Participação        | 14 920 | 59,49 / 100,00  | 0,20  |

### Vila Real
| Partido                 | Partido                        | Votos  | %               | +/-   |
| ----------------------- | ------------------------------ | ------ | --------------- | ----- |
|                         | Partido Social Democrata       | 15 908 | 59,63 / 100,00  | 20,67 |
|                         | Partido Socialista             | 6 090  | 22,83 / 100,00  | 0,79  |
|                         | Coligação Democrática Unitária | 1 400  | 5,25 / 100,00   | 1,48  |
|                         | Centro Democrático e Social    | 1 201  | 4,50 / 100,00   | 6,78  |
|                         | Partido Renovador Democrático  | 538    | 2,02 / 100,00   | 10,45 |
|                         | Outros                         | 762    | 2,86 / 100,00   |       |
| Votos Inválidos         | Votos Inválidos                | 778    | 2,92 / 100,00   | 0,72  |
| Total                   | Total                          | 26 677 | 100,00 / 100,00 |       |
| Eleitorado/Participação | Eleitorado/Participação        | 36 208 | 73,68 / 100,00  | 1,92  |